# Ахіллес і черепаха
Ахіллес і черепаха — одна з найвідоміших апорій (парадоксів) Зенона Елейського. Дійшла до нас через «Фізику» Арістотеля та коментарі Симплікія.

## Ідея парадоксу
Швидконогий Ахіллес ніколи не зможе наздогнати черепаху.
Нехай на початку руху їх розділяє відстань a, і Ахіллес біжить у k разів швидше за черепаху. Доки Ахіллес пробіжить цей проміжок довжиною a, черепаха встигне відповзти від нього на відстань a/k. Коли Ахіллес пробіжить і цей проміжок a/k, черепаха відповзе на відстань a/k2, і так далі. Таким чином, Ахіллес ніколи не наздожене черепаху, бо між ними завжди буде деяка відстань.

## Роз'яснення парадоксу з точки зору сучасної математики
Проміжок часу, який необхідно подолати Ахіллесу від початкової точки руху до тієї точки, де він наздожене черепаху, у викладенні парадоксу розбивається на нескінченну кількість відрізків. З того, що кількість цих відрізків нескінченна, робиться висновок, що сума їх величин також нескінченна, тобто Ахіллес «завжди» відставатиме від черепахи і «ніколи» її не наздожене. Цей висновок, що подається як очевидний, насправді є хибним: величини проміжків часу утворюють спадну нескінченну геометричну прогресію зі знаменником q=1/k (q<1), сума членів якої не зростає до нескінченості, а прямує до певної скінченої величини. 
Нехай t1 — час, за який Ахіллес пробігає відстань a (t1 = a/v, де v — швидкість Ахіллеса). Тоді сумарний час, за який Ахіллес пробігає n відрізків, дорівнює
Tn = t1 + t2 + t3…+ tn = t1 (1 + q + q2+…+qn).
Сума n членів геометричної прогресії дорівнює (доведення див. у статті «Геометрична прогресія»):
{\displaystyle T_{n}=t_{1}{\frac {q^{n}-1}{q-1}}};
коли n прямує до нескінченості, сума Tn не зростає необмежено, а прямує до величини
{\displaystyle T_{n}\to t_{1}{1 \over 1-q}}   при {\displaystyle n\to \infty }.
Наприклад, якщо Ахіллес біжить у 10 разів швидше за черепаху (q=1/10), він наздожене її за час, що дорівнює T = 10/9*(a/v); якщо Ахіллес біжить зі швидкістю сучасного спринтера 10 м/с (36 км/год), а початкова відстань до черепахи дорівнює 90 м, Ахіллес наздожене її рівно за 10 секунд у точці на відстані 100 м від точки старту.
Таким чином, правильне формулювання твердження апорії має звучати так.
Ахілес ніколи не наздожене черепаху, аж поки її не наздожене.
У монографії А. Вугальтера «Ваше открытие общества, или философский вояж». — К.: March-A, 1995. — 143 с. — спосіб доведення, яким послуговується Зенон Еліат, розглянутий з логіко-гносеологічних позицій. Наведемо приклад іншої властивості, формально тотожній апорії Зенона: «Ахілес ніколи не зможе наздогнати свою тінь, бо щоразу, як тільки Ахіллес досягне того місця, де знаходиться його тінь, остання зміститься вперед (на ту саму відстань)». Ми бачимо, що та сама логічна конструкція, що абсурдна в застосуванні до явища однієї властивості, може слугувати адекватною моделлю для іншого роду явищ. Одночасно, якщо б логіка була прообразом мислення, як це стверджує традиційна філософія, а не моделлю об'єктивних явищ, то вона мала б за своїм поняттям у однаковій мірі стосуватися будь-якого судження, тобто бути визначеною на усій предметній області. Але тоді Ахіллес дійсно не зміг би наздогнати черепаху.
Логіка Зенона «спрацювала» б правильно, якби черепаха рухалася з тією самою швидкістю, що й Ахіллес. Якщо ж черепаха рухається повільніше, то Ахіллесу на кожному кроці потребується все менш і менш часу, щоб дістатися того місця, де перед цим вона знаходилася. Загальний час, необхідний Ахіллесу, щоб наздогнати черепаху, складається з безкінечного числа доданок часових відрізків, де кожний наступний відрізок часу тим менший попереднього, чим більше спроб зробить Ахіллес. Але тоді питання, чи зможе наздогнати Ахіллес черепаху, чи ні, зовсім НЕ МОЖЕ МАТИ ЛОГІЧНОГО ХАРАКТЕРУ, бо йдеться про кількісне, а не якісне зіставлення величин. (Тобто, ці міркування не вирішують апорії. Навпаки, вони вказують на те, що можливість застосування логіки має певні межі).
Але і якісний підхід мав би зміст (хоча й з невизначеним результатом), якби в формулюванні Зенона явним способом фігурувало б поняття часу.
Таким чином, якщо формальна логіка всеосяжна — виходить, що можна доказувати будь-що (на чому наполягали софісти). Такий підхід позбавляє логіку евристичного смислу.
Цікаво зазначити живучість міркувань за Зеноном Еліатом. Так, сучасна порівняльна економіка стверджує: «Країна, що відстає в розвитку, має наздогнати і перегнати розвиненішу, якщо ТЕМП ЗРОСТАННЯ ВВП першої вищий за темп зростання другої». Дійсно, темп пересування черепахи явно вищий за темп пересування швидконогого Ахіллеса (знаменник у формулі темпу руху черепахи значно більший за Ахіллесів); тому, згідно з економічною логікою, черепаха з часом має його перегнати.